# طنبور كردي
الطنبور الكردي أو تمبور (بالكردية: ته‌مبوور، Tembûr‏) آلة موسيقية وترية، وشكل أولي ورئيسي لعائلة أدوات الطنبور التي يستخدمها الشعب الكردي.
يرتبط الطنبور الكردي ارتباطا وثيقا بالديانة اليارسانية، وهي واحدة من الآلات الموسيقية القليلة المستخدمة في طقوس الديانة اليارسانية.
صُمم الطنبور الكردي بشكل أساسي وكان لعدة قرون في منطقة هورامان في محافظة كردستان ومحافظة كرمانشاه ولرستان. تنبع طنبور الأكثر تقليدي من مدن كرمانشاه وقهواره وصحنة ويطلق على الآلة محليا هناك اسم (تَمیُرَه، تَمیرَه، تموره، تمور).
يبلغ طول الطنبور الكردي 90 سم وعرضه 16 سم، الرنان على شكل كمثرى ومصنوع إما من قطعة واحدة أو كارفيلات متعددة من خشب التوت.

## أبرز العازفين
- سيد خليل علي نجاد